# 李満住
李満住（りまんじゅう）は、明朝初期の女真族。初代建州衛主・阿哈出の孫、二代目衛主・釋家奴の子。初代建州左衛主・猛哥帖木児の外甥。三代目建州衛主。

## 略歴
父・釈家奴の死後に建州衛指揮使を承襲し、当初は「回波江」の「方州」に住んだ。「方州」は「房州」とも称され、輝発河流域の鳳州 (奉州とも、現吉林省通化市梅河口市山城鎮に比定)と同じ土地を指すとされる。その後、忽剌温野人や韃靼の騒擾をうけて永楽21年 (1424年, 李朝世宗6) 旧暦4月、鴨緑江支流の一つ婆猪江 (佟佳江とも、現渾江) の多回坪などへの移住を勅許され、指揮・沈時里哈、沈者羅老、盛舍歹、童所老ら1,000余戸を率いて、婆猪江 (現渾江) 江畔にある兀喇山城 (現遼寧省本渓市桓仁満族自治県桓仁鎮五女山城南麓) 一帯まで南遷した。
正統7年 (1442年)、都指揮僉事 (正三品) から都督僉事 (正二品) に昇格。正統12年 (1447)、都督僉事から都督同知 (従一品) に昇格。
成化3年 (1467年) 旧暦4月、董山らは明朝の懐柔を受け容れ、李古納哈らを派遣して入貢させた。同年旧暦8月、董山が広寧で殺害され、李古納哈は建州に逃げ帰った。同年旧暦9月、明朝は靖虜将軍・趙輔らに命じて50,000の大軍を分隊させ、建州の大本営である仏阿拉 (フェアラ) を襲撃させた。その一方で、明朝は李朝の兵に建州を挟撃させた。李朝は康純らに10,000以上の兵馬を率いて掃討に向かわせ、同年旧暦9月2日、朝鮮軍は鴨緑江を渡り、29日、婆猪江 (現渾江) 沿岸に住む李満住らの諸集落を襲撃した。30日、兀弥府をおとされた李満住および子・李古納哈と、管下の286人が殺害、捕縛され、成化4年 (1468年) 旧暦正月、俘虜は成化帝に引き渡された。成化5年 (1469)、古納哈の子・完者禿が都督僉事を承襲した。

## 年表
宣徳元年 (1426年) 旧暦正月、建州衛の「舍人」として入朝。
宣徳4年 (1429年) 旧暦3月、朝廷の侍衛職を要望したが、部曲を統御する人物がいなくてはならないことを理由に明朝に却下された。
宣徳5年 (1430年) 旧暦3月、入貢。
宣徳5年 (1430年) 旧暦3月、毛憐衛の官保奴 (都督・莽哥不花の遺子) らと入貢。
宣徳5年 (1430年) 旧暦4月、朝鮮域内での交易を希望するも李朝が許可しない為、上奏。明朝は李朝側の方針を尊重し、妄りに境界を侵犯せぬよう李満住に釘を差す一方で、遼東辺境での交易を許可した。
宣徳10年 (1435年) 旧暦正月、宣徳帝崩御。正統帝即位。
宣徳10年 (1435年) 旧暦2月、忽剌温 (海西) 境內の野人女直・那列禿らが群衆を率いて那顔集落を掠奪した為、毛憐衞都督・撒満答失里とともに使者を派遣して上奏。明朝は使者をして那列禿を勅諭せしめ、掠奪物および虜囚の返還を命じた。
宣徳10年 (1435年) 旧暦6月、東寧衛からの逃亡者を返還するという李満住からの申し出を承け、明朝はその忠誠を嘉するとともに、本籍地への返還を命じた。
宣徳10年 (1435年) 旧暦11月、李満住らが忽剌温の野人女直と結託して朝鮮辺境を度々侵犯していると、朝鮮国王・李祹が討伐を奏請した。明朝は、出兵に値しないとして斥けた。
正統元年 (1436年) 旧暦閏6月、使者を派遣し入貢。
正統元年 (1436年) 旧暦閏6月、婆猪江 (現渾江) の住居が忽剌温野人女直の騒擾をうけるようになった為、遼陽草河不詳への移住を奏請した。
正統元年 (1436年) 旧暦閏6月、子・古納哈らを派遣し入貢。併せて東寧衛からの逃亡者48人を本籍地に返還。明朝はこれを聞き嘉した。
正統3年 (1438年) 旧暦2月、建州衛の農民が朝鮮軍に謂れなく殺害され、建州軍が報復に李朝の必屯城を襲撃したという事件を承けて、明朝は李満住に朝鮮側と和睦するよう諭した。
正統3年 (1438年) 旧暦6月、指揮・趙歹因哈を派遣し、①移住の許可を奏請。建州衛は婆猪江 (現渾江) 江畔の住居が度々朝鮮軍の襲撃を受けたため、倉皇として竈突山東南の渾河上流 (蘇子河)に避難していた。併せて、②毛憐衛の衛印の再賜与を奏請。衛主・猛哥不花 (李満住の叔父) の死後、指揮・阿里が衛印を占有した為、後を継いだ猛哥不花の子・撒満荅失里が衛事を処理するのに支障を来していた。明朝は、移住は許諾したが、衛印の再賜与については、阿里が毛憐衛の本拠にいたのに対し、撒満荅失里は建州衛に滞在していたことから斥けた上で、上奏の際は李満住を介するよう命じた。
正統6年 (1441年) 旧暦正月、明朝は、開原から逃亡した土兵・馬哈剌らの内、その舍人二人が建州衛に拘留されていると聞き、李満住に返還を命じた。
正統6年 (1441年) 旧暦2月、明朝は、建州左衞の凡察が朝鮮襲撃を企てていると聞き及び、凡察に計画の中止を諭す一方で、凡察の計画に加担せぬよう李満住らを諭した。
正統6年 (1441年) 旧暦7月、朝鮮側が建州左衛の属民を拘留して返還しようとしないと凡察らが主張していることについて、明朝は李満住らに、暫くは動静を見守り、決して妄りに朝鮮と事を構えるような挙動をとらぬよう釘を差した。
正統7年 (1442年) 旧暦正月、李満住が派遣した建州衛指揮・安屯らが毛憐衛都督・李撒満荅失里らとともに入貢。
正統7年 (1442年) 旧暦正月、都指揮僉事から都督僉事に昇格。
正統7年 (1442年) 旧暦2月、三万衛 (現遼寧省鉄嶺市開原市) から逃亡した土兵の内、一部が未だ本地に帰還していないとして、明朝はその返還を求めた。また、李満住の奏請を受け容れて、建州衛の指揮同知・劄剌兀 (故人) の子・鎖羅幹、沈保奴 (故人) の子・咬納、黄福羊姑 (故人) の子・阿哈出、指揮僉事・禿迷剌 (故人) の子・卜郎哈らにそれぞれ襲職させ、指揮同知・王吉散禿を指揮使に昇格させ、千戸百戸の舍人・伯克ら10人に官職を授けた。
正統7年 (1442年) 旧暦5月、李満住は曩きに朝鮮の軍馬に11人を拉致されたと上奏していたが、明朝は朝鮮国王・李祹からの上奏として、死亡した一名を除いた10名が建州衛の卜剌兀の引率で遼東都司に引き渡されたことを伝えた。
正統8年 (1443年) 旧暦10月、兀良哈 (朶顔衛?) の遼東侵犯を事前に通報。
正統9年 (1444年) 旧暦正月、明朝は、李満住の奏請を受け容れ、安禿を指揮同知から指揮使に、黄罕を千戸から指揮僉事に昇格させ、趙章加、官音不花、昌塔らに百戸を授けた。
正統9年 (1444年) 旧暦正月、指揮・郎克苦らが前年高麗から220名余りを引き連れて帰還したが、食糧が不足しているとして支援を要請。明朝は糧米を配給した。
正統9年 (1444年) 旧暦11月、使者を派遣し入貢。
正統9年 (1444年) 旧暦12月、明朝は、李満住の奏請を受け容れ、子・都喜に副千戸を授けた。
正統11年 (1446年) 旧暦6月、茂昌郡 (現朝鮮民主主義人民共和国両江道金亨稷郡)が野人女直50余人に急襲されて人畜が掠奪され、朝鮮側は李満住の属部に嫌疑をかけた。明朝は李満住の許へ使者を派遣するとともに、属部の取り締まりを強めるよう勅諭を出した。
正統11年 (1446年) 旧暦11月、明朝は朝鮮に対し、女真の者児兀歹ら10名を遼東に引き渡すよう諭した。朝鮮側は遡ること同年旧暦4月に、女直が朝鮮辺境を侵犯した挙句に人畜を掠奪したと上奏し、更に李満住の管轄下の者が朝鮮に復讐すると息巻いているのを聞いていた。そこで明朝が官吏を派遣して調査を進めていた折り、肥河衛の都督僉事・別里格らは掠奪した10名を遼東まで送致させ、その際、建州に住んでいた者児兀歹らが宣徳8年に朝鮮の軍馬に多数を殺戮され、10名が拉致されたと上奏した。明朝は朝鮮側に対する女真の復讐であると結論づけた。
正統11年 (1446年) 旧暦12月、李満住と凡察らが使者を派遣し入貢。
正統12年 (1447年) 旧暦正月、都督僉事から都督同知に昇格。
正統12年 (1447年) 旧暦7月、兀良哈の入朝者が、瓦剌 (オイラト) による侵掠を上奏し、明朝側は女真各部にも注意を促すとともに、侵略者は捕らえて誅殺するよう命じた。
正統13年 (1448年) 旧暦正月、北虜 (オイラト?) が女真各部に叛乱を唆していることをうけ、明朝は女真各部に誘いに乗らぬよう釘をさした。
正統14年 (1449年)、土木の変。
景泰元年 (1450年) 旧暦5月、北虜 (オイラト?) の脅迫を受けた建州三衛など諸衛が15,000余人を率いて開原、瀋陽などを襲撃して人畜を掠奪し、撫順を包囲したという情報を得た明朝は、素より朝鮮を仇敵視している建州からの攻撃に備えるよう朝鮮國王・李珦に通達した。
景泰元年 (1450年) 旧暦5月、李満住が胡虜 (オイラト?) 都督・剌塔と内通していることをうけ、機密の漏洩を恐れた明朝は鎮守遼東太監・易信を北京に召還した。
景泰元年 (1450年) 旧暦6月、提督遼東軍務左都御史の王翺は、李満住と剌塔らが度々辺境を恣に掠奪していることを承け、軍を三路にわけてまづは李満住、凡寨、董山の三者を捕殺することを上奏した。
景泰2年 (1451年) 旧暦2月、李満住らが奸計をつくし、俘虜を送還しながら属部を野放図に掠奪させていることを承け、王翺らは、怪しい動きをすれば機を捉えて掃滅するよう下達した。
景泰2年 (1451年) 旧暦10月、李満住が自ら入貢し謝罪。
景泰3年 (1452年) 旧暦7月、北京に召還された都御史・王翺の遼東鎮守再任を奏請するも、明朝は王翺が既に別の職に任じているとして却下。また、趙安禿を建州衛指揮使から都指揮僉事に昇格。
景泰6年 (1455年) 旧暦12月、明朝は古納哈に父・李満住の職を承襲させた。
天順2年 (1458年) 旧暦正月、使者を派遣し入貢。
天順4年 (1460年) 旧暦10月、朝鮮世祖・李瑈より、会寧鎮 (現朝鮮民主主義人民共和国咸鏡北道会寧) に代々居住してきた斡朵里の一派が阿比車人名と辺境侵犯を企図した末に建州衛の李満住の許に遁走したと上奏した。李満住と共謀して襲撃するつもりだとする朝鮮側の主張をうけて、明朝は建州衛に使者を遣った。
成化4年 (1468年) 旧暦正月、朝鮮世祖・李瑈は陪臣・高台弼を派遣し、建州衛が俘虜とした東寧衛の属民を献上した。これに先立って明朝は建州征討に際して朝鮮に出兵を要請し、朝鮮は兵10,000余をつけて中枢府知事・康純らを派遣した。朝鮮軍は鴨緑江、潑豬江 (＝婆猪江、現渾江) を渡って兀獮府 (＝吾彌府、現遼寧省本渓市) の諸集落を襲撃し、李満住および子・古納哈らを殺害して首級386をあげ、23名を捕縛、牛馬200余を接収した上で、集落217箇所を焼燬した。

## 満洲族の由来
満洲族の祖先は始祖・ブクリ･ヨンションの代から絶えずサハリヤン･ウラ (黒龍江)、スンガリ･ウラ (松花江) 流域を南に移徙し、猛哥帖木児と凡察の代にウスリ･ウラ (烏蘇里江) 南東と朝鮮半島北東部 (現北朝鮮咸鏡南道会寧市一帯) に定住した。永楽4年 (1406)、初代建州衛主・阿哈出の推挙を承けて、明朝は猛哥帖木児を建州衛都指揮使 (李朝からは建州衛斡朵里と呼称された) に任命し、このことが李朝側の不満を買った。永楽9年 (1411)、猛哥帖木児の一行が鳳州に移住した。李朝側は、かつて慶源を侵犯した猛哥帖木児らが李朝からの報復を恐れたためと考えた。永楽14年 (1416)、明朝は建州左衞を鳳州に正式に設置し、猛哥帖木児に左衛の事務を任せた。永楽22年 (1424)、建州衛とともに婆猪江に移住しつつ、猛哥帖木児は属部を率いて李朝国境内の故地・阿木河 (現会寧市) へ戻った。宣徳8年 (1433)、楊木答兀が嫌真兀狄哈の首領・弗答哈、葛多介らと結託して建州を襲撃し、猛哥帖木児とその長子・阿古らが犠牲となった。
正統5年 (1440)、凡察と猛哥帖木児の次子・査山 (清代には充善、董山とも) は兀狄哈による掠奪を懼れ、資財も底をつきかけ食べ物に飢えていたことから、会寧から西遷し遼東へ向った。同行した300余戸を除いた別の100余戸は会寧に残留した。渾河上流の蘇子河に行き着いた一行は、これより早く会寧を発った別の一派と合流し、阿古の妻は遺子を妊ったまま李満住に再嫁した。外部の敵から身を守る必要から建州衛と建州左衛は再び手を組み、異なる部落間における満洲族祖先の血縁関係に新たな進展を齎した。
猛哥帖木児と凡察の姉は李満住の母にあたり、阿古、董山は李満住の従兄弟にあたる。但し、董山 (ヌルハチの五世祖) は李満住の娘を娶った為、猛哥帖木儿と李満住は血縁関係上、いづれもヌルハチの祖先とみることができる。

## 子孫
- 子・古納哈[16]：李姓を冠して李古納哈とも。建州衛第四代衛主。都督同知 (従一品)。李満住とともに朝鮮軍によって殺害された。[53]
  - 孫・完者禿：古納哈の子、[54]または甥とも。[55]建州衛第五代衛主。都指揮僉事 (正三品)。[56][57]
    - 曾孫・弗喇答：完者禿の子。都督僉事 (正二品)。夭折した。[58]
- 子・都喜：副千戸 (従五品)。[33]
- 子・亦的哈[59]

## 脚註
1. ↑  维基百科は別表記として「李瞞咄」をあげているが、典拠不詳。『明實錄』と『李朝實錄』にはみあたらない。
2. 1 2 3 4  维基百科より引用。典拠不詳。
3. ↑  维基百科は「其居地“原住回波江方州”，方州又称房州，即辉发河流域的凤州 (奉州)，在今黑龙江省东宁县大城子古城。」としているが、①まづその典拠不詳。②輝発河 (回波江) は、現遼寧省撫順市に発し、東北方の現吉林省通化市に向って流れ、松花江 (第二松花江) に合流する河川である為、黒龍江省はその流域にかすりもしない。③永楽10年 (1412) に釈家奴が三姓地方 (現黒龍江省ハルピン市イラン県) から建州衛のある土地 (現吉林省) へ移住したという記事が『明實錄』にみえるため、李満住の代で現黒龍江省域内に住んでいたとは考えにくい。④稻葉岩吉、箭内亙らの研究により鳳州は山城子 (現通化市梅河口市山城鎮) に比定されている。以上の理由から、鳳州を黒龍江省東寧県とする説は採用しない。ただ、満洲語で大きい水流を「ula」と謂い、漢語は「江」が充てられるのに対して、それより規模の小さい水流は「bira」と謂い、「河」があてられる。輝発河は満洲語で「hoifa bira」であり、「河」と一致するが、「回波江」は「江」があてられていて一致しない。原典は『李朝實錄』であるため、或いはその言語規則を知らず「江」をあてたとも考えられるが、不詳。[独自研究?]
4. ↑  “しゃ-じん【舎人】”. 日本国語大辞典. 小学館. "〘名〙①王侯らの食客・門下。また、家来。めしつかい。家人。"
5. ↑  “宣德元年正月24日段13608”. 明宣宗實錄. 13. 不詳. "○賜……建州衛舍人李滿住……等鈔幣襲衣靴韈有差"
6. ↑  维基百科は「1425年 (洪熙元年)，首次向明朝进贡马匹方物。」としているが、『明實錄』で確認できる李満住の朝貢の初出は一年後の1426年 (宣徳元年)。
7. ↑  “宣德四年三月1日段14669”. 明宣宗實錄. 52. 不詳
8. ↑  “宣德五年三月14日段15014”. 明宣宗實錄. 64. 不詳
9. ↑  “宣德五年三月27日段15026”. 明宣宗實錄. 64. 不詳
10. ↑  “宣德五年四月9日段15039”. 明宣宗實錄. 65. 不詳
11. ↑  “宣德十年二月6日段16609”. 明英宗實錄. 2. 不詳
12. ↑  “宣德十年六月18日段16718”. 明英宗實錄. 6. 不詳
13. ↑  “宣德十年十一月25日段16853”. 明英宗實錄. 11. 不詳
14. ↑  “正統元年閏六月11日段17063”. 明英宗實錄. 19. 不詳
15. ↑  “正統元年閏六月18日段17068”. 明英宗實錄. 19. 不詳
16. 1 2  “正統元年閏六月27日段17077”. 明英宗實錄. 19. 不詳
17. ↑  “正統三年二月24日段17606”. 明英宗實錄. 39. 不詳
18. ↑  维基百科には「……迁居佟佳江苏子河 (灶突山东南浑河) ……」とあるが、佟佳江と蘇子河は水源も流れる方向も全く異なる。佟佳江 (婆猪江とも、現渾江) は現吉林省白山市に発し、南西方に流れつつ遼寧省の南東隅を通って鴨緑江に合流する。蘇子河は遼寧省撫順市に発し、真西に向って流れ、渾河に合流する。
19. ↑  “正統三年六月16日段17698”. 明英宗實錄. 43. 不詳
20. ↑  “正統六年正月7日段18529”. 明英宗實錄. 75. 不詳
21. ↑  “正統六年二月25日段18572”. 明英宗實錄. 76. 不詳
22. ↑  “正統六年七月21日段18701”. 明英宗實錄. 81. 不詳
23. ↑  “正統七年正月7日段18872”. 明英宗實錄. 88. 不詳
24. ↑  “正統七年正月22日段18886”. 明英宗實錄. 88. 不詳
25. ↑  维基百科は記事冒頭で「1426年，袭封建州卫都督僉事。」といい、本文では「1442年，擢升为都督佥事。」といい、情報が一致しない。
26. ↑  “正統七年二月13日段18906”. 明英宗實錄. 89. 不詳
27. ↑  “正統七年五月1日段18979”. 明英宗實錄. 92. 不詳
28. ↑  “正統八年十月26日段19454”. 明英宗實錄. 109. 不詳
29. ↑  原文「授頭目趙章加官音不花昌塔俱為百戶」。「趙章加官音不花昌塔」の区切位置不詳。
30. ↑  “正統九年正月13日段19527”. 明英宗實錄. 112. 不詳
31. ↑  “正統九年正月27日段19540”. 明英宗實錄. 112. 不詳
32. ↑  “正統九年十一月21日段19824”. 明英宗實錄. 123. 不詳
33. 1 2  “正統九年十二月29日段19856”. 明英宗實錄. 124. 不詳
34. ↑  …「今改爲二邑厚昌慈城」との記入があるが、これは1869年に厚州郡と茂昌郡が合併し…
35. ↑  楊, 普景; 渋谷, 鎮明 (9 2003). Ⅲ. 日本に所蔵される『大東輿地図』および関連地図. “日本に所蔵される19世紀朝鮮全図に関する書誌学的研究 －『大東輿地図』および関連地図を中心に －”. 歴史地理学 (歴史地理学会) 45 (4 (215)):  20.
36. ↑  “正統十一年六月12日段20330”. 明英宗實錄. 142. 不詳
37. ↑  “正統十一年十一月28日段20465”. 明英宗實錄. 147. 不詳
38. ↑  “正統十一年十二月25日段20490”. 明英宗實錄. 148. 不詳
39. ↑  “正統十二年正月20日段20513”. 明英宗實錄. 149. 不詳
40. ↑  “正統十二年七月20日段20687”. 明英宗實錄. 156. 不詳
41. ↑  维基百科には「1447年，進李满住為都督同知。六月，受命抵御瓦剌进攻。」とあるが、「六月，受命抵御瓦剌进攻」の典拠不詳。『明實錄』にその記載はみあたらない。
42. ↑  “正統十三年正月18日段20836”. 明英宗實錄. 162. 不詳
43. ↑  维基百科には「1451年，因为蒙古脱脱不花东侵，他移居兀喇山瓮村。」とあるが、「兀喇山瓮村」(遼寧省本渓市桓仁満族自治県桓仁鎮五女山) に移住したのは永楽22年 (1424)。また、トクトア･ブハ (脱脱不花) の東侵が土木の変を指すとすれば、正統14年 (1449) のことなので、やはり年次が合わない。[独自研究?]
44. ↑  “廢帝郕戾王附錄第十 (景泰元年五月10日段21624)”. 明英宗實錄. 192. 不詳
45. ↑  “廢帝郕戾王附錄第十 (景泰元年五月15日段21628)”. 明英宗實錄. 192. 不詳
46. ↑  “廢帝郕戾王附錄第十一 (景泰元年六月／11日／段21650)”. 明英宗實錄. 193. 不詳
47. ↑  “廢帝郕戾王附錄第十九 (景泰二年二月18日段21871)”. 明英宗實錄. 201. 不詳
48. ↑  “廢帝郕戾王附錄第二十七 (景泰二年十月20日段22093)”. 明英宗實錄. 209. 不詳
49. ↑  “廢帝郕戾王附錄第三十六 (景泰三年七月16日段22329)”. 明英宗實錄. 218. 不詳
50. ↑  “廢帝郕戾王實附錄第七十九 (景泰六年十二月26日段23474)”. 明英宗實錄. 261. 不詳
51. ↑  “天順二年正月22日段24147”. 明英宗實錄. 286. 不詳
52. ↑  “天順四年十月13日段25045”. 明英宗實錄. 320. 不詳
53. 1 2  “成化四年正月7日段27308”. 明憲宗實錄. 50. 不詳
54. ↑  “阿哈出”. 清史稿. 222. 清史館
55. ↑  “成化五年七月24日段27788”. 明憲宗實錄. 69. 不詳
56. ↑  “正德八年三月9日段41468”. 明武宗實錄. 98. 不詳
57. ↑  『清史稿』巻222は「弘治 (註：1488-1505) 初，脫羅、完者禿皆進都督。」とし、『明實錄』は成化末、23年 (1487) 旧暦正月以降の記事で「建州衛女直都督完者禿」としているが、昇格を伝える記事はみあたらない。また『明實錄』正徳8年 (1513) の記事では「建州等衛女直都指揮僉事完者禿」としている。
58. ↑  “弘治十四年四月3日段37504”. 明孝宗實錄. 173. 不詳
59. ↑  “正統十一年正月25日段20207”. 明英宗實錄. 137. 不詳

## 参照

### 文献
- 『明實錄』
- 『朝鮮王朝實錄』
- 茅瑞徵『東夷考略』1621 (天啓1) (漢文) ＊燕京図書館 (ハーバード大学) 所蔵版
- 楊賓『柳邊紀略』1707 (漢文)

### 研究書
- 白鳥庫吉 監修, 松井等, 箭内亙, 稻葉岩吉 撰『滿洲歷史地理』巻2, 南満洲鉄道株式会社, 1914 (大正3)
- 稻葉岩吉『清朝全史』上巻, 早稲田大学出版部, 1914 (大正3)
- 趙爾巽, 他100余名『清史稿』清史館, 1928 (漢文) ＊中華書局版

### Webサイト
- 「明實錄、朝鮮王朝実録、清實錄資料庫」中央研究院歴史語言研究所 (台湾)